# Sally, Irene and Mary (1938)
Sally, Irene and Mary é um filme de comédia musical de 1938 dos Estados Unidos dirigido por William A. Seiter e escrito por Harry Tugend e Jack Yellen. Foi baseado na peça não musical homônima de 1925 de Eddie Dowling e Cyril Rood. No filme estrelaram Alice Faye, Tony Martin, Fred Allen, Joan Davis, Marjorie Weaver e Gregory Ratoff. Foi lançado em 4 de março pela 20th Century Fox. Tem duração de 85-86 minutos.